# Skylon
Skylon es un diseño para un avión espacial no tripulado, realizado por la compañía británica Reaction Engines Limited (REL). Utiliza SABRE un motor de cohete de ciclo combinado, con ingestión de aire para llegar a órbita en una sola etapa. Está prevista una flota de vehículos; el diseño apunta a un factor de reutilización de 200 veces. De acuerdo a los estudios y análisis realizados los costes por kilogramo de carga útil se espera que bajará de los actuales £15,000/kg a £650/kg (a partir del 2011), incluyendo los costes de investigación y desarrollo (IR&D), se espera que los costes desciendan aún más en el tiempo después que se hayan amortizado los gastos iniciales. El coste del programa ha sido estimado por el desarrollador a unos $12 mil millones.
El diseño se basa en un avión impulsado por hidrógeno que despegaría de una pista de aterrizaje convencional, y aceleraría a Mach 5.4 a 26 kilómetros utilizando el aire atmosférico antes de encender los motores para utilizar el oxígeno líquido de sus tanques de combustible internos para llevarlo a la órbita. Luego liberaría su carga útil, que puede pesar hasta 15 toneladas, y  volvería a entrar en la atmósfera. El vehículo está diseñado para ser no tripulado, pero certificado para el transporte de personas, y la carga sería transportada en un contenedor de carga estándar o un compartimento de pasajeros.
Durante el reingreso el vehículo que sería relativamente liviano, volvería a volar a través de la atmósfera y aterrizaría en la pista, con su exterior protegido por un compuesto de cerámica. Luego, se sometería a la inspección y el mantenimiento necesario, y, sí se logra el objetivo del diseño será capaz de volar nuevamente al cabo de dos días. El trabajo de investigación y el desarrollo del motor SABRE se está llevando a cabo mediante un pequeño subsidio de la Agencia Espacial Europea. En enero de 2011, REL presentó una propuesta al Gobierno Británico para solicitar los fondos adicionales para el proyecto Skylon.
Hasta el 2012, sólo una pequeña parte de la financiación necesaria para desarrollar y construir Skylon había sido asegurada. El trabajo de investigación y desarrollo en el diseño del motor SABRE se realiza bajo una pequeña subvención de la Agencia Espacial Europea (ESA). En enero de 2011, REL presentó una propuesta al Gobierno británico para solicitar financiamiento adicional para el proyecto Skylon y en abril REL anunció que había asegurado $ 350 millones de financiamiento contingente sobre una prueba de la tecnología del motor preenfriador sea exitosa. Pruebas de las tecnologías clave se completaron con éxito en noviembre de 2012, lo cual permitió al diseño del Skylon avanzar a la fase final
Si todo hubiera ido según lo previsto, los primeros vuelos de prueba podrían haber sucedido en 2019, y Skylon podría haber visitado la Estación Espacial Internacional para el año 2022. Podría transportar 15 toneladas de carga a una órbita ecuatorial de 300 kilómetros de altura en cada viaje, y hasta 11 toneladas a la Estación Espacial Internacional, casi un 45% más que la capacidad del vehículo ATV de la Agencia Espacial Europea.

## Programa de investigación y desarrollo

### Antecedentes y primeros trabajos
Skylon se basa en un proyecto anterior de  Alan Bond, que se conoce como HOTOL El programa de desarrollo de HOTOL comenzó en 1982, un momento cuando la tecnología espacial se movía hacia un sistema de lanzamiento reutilizable, como el americano Space Shuttle junto con British Aerospace y  Rolls Royce, surgió un prometedor diseño, al que el Gobierno británico contribuyó con £ 2 millones para continuar el proyecto. Sin embargo, en 1988, el gobierno conservador retiró los fondos y el programa de desarrollo terminó. a raíz de este importante revés, Alan Bond decidió crear su propia compañía, Reaction Engines Limited, con la esperanza de continuar el desarrollo con financiación privada.

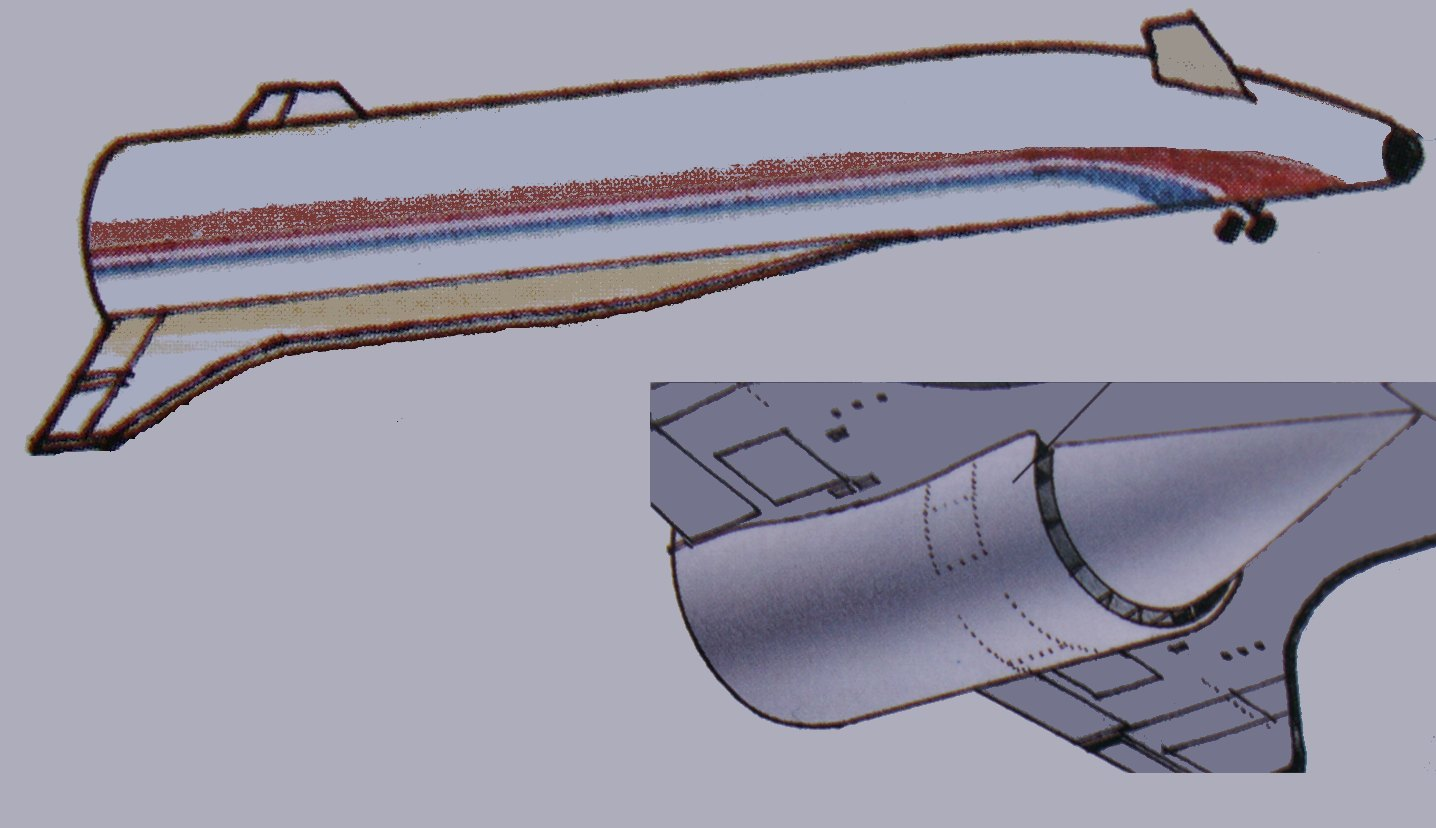
El Skylon fue desarrollado a partir del proyecto británico HOTOL.

Después de la obtención de fondos, el diseño de la nave fue revisitado, siendo rigurosamente rediseñado en gran parte de la década de 1990. En la última década, Reaction Engines ha estado trabajando con la Universidad de Bristol para desarrollar los motores vitales para el éxito de Skylon. Los motores STRICT / STERN producidos por este programa se consideran un gran éxito. La siguiente etapa del desarrollo es la construcción de un prototipo de tamaño completo del motor de SABRE trabajando.
Las diferencias entre Skylon y su antecesor son numerosas. Por ejemplo, HOTOL debía haber sido lanzado desde un trineo cohete (para ahorrar peso), mientras que Skylon utiliza un tren de aterrizaje convencional retráctil. Skylon también utiliza un diseño de motor diferente.; el motor SABRE se espera que ofrezca un mayor rendimiento. Otra cuestión que el diseño Skylon pretende eludir la pobre intrínseca estabilidad de HOTOL. El peso del motor montado atrás habría tendido a hacer que el vehículo HOTOL se diera la vuelta en pleno vuelo debido a que el centro de masa estaba detrás del centro de presión aerodinámico intentos de solucionar este problema terminó sacrificando gran parte de la carga potencial que el vehículo HOTOL podía llevar, y esto contribuyó al fracaso del proyecto. Skylon resolvería esto colocando los motores en el extremo de las alas más cerca del centro del vehículo y por lo tanto mover el centro de masa hacia adelante, delante del centro de  arrastre.

## Especificaciones (Skylon C2)
Referencia datos: El Manual del usuario de Skylon

### Características generales
- Tripulación: Ninguna, controlado a distancia desde el suelo.
- Capacidad: Potencial para un máximo de 30 pasajeros (en un módulo especial de pasajeros)
- Carga: 15.000 kg
- Longitud: 83,3 m
- Envergadura: 25,4 m
- Peso vacío: 53.000 kg
- Peso cargado: 345.000 kg
- Planta motriz: 2× Motor de cohete con respiración de aire sinérgica SABRE.
  - Empuje normal: 1.350 kN de empuje cada uno.

### Rendimiento
- Velocidad máxima operativa (Vno): Orbital (respirando aire Mach 5,5)
- Techo de vuelo: 26 000 m respirando aire,> 200 km exoatmosférico
- Empuje/peso: 1,2 a 3 en el agotamiento (~ 0,768 atmosférica)

- Diámetro del fuselaje: 6,75 m.
- Impulso específico: 3500 s (35 kN · s/kg) (34 km/s) atmosférico, 450 s (4,5 kN · s/kg) (4.4 km/s) exoatmosférica.[14]
- Motor de SABRE empuje / peso: hasta 14 atmosférico.